# Château d'Apremont (Vendée)
Pour les articles homonymes, voir Château d'Apremont.
Le château d'Apremont est un château partiellement détruit construit sur un promontoire rocheux qui domine la vallée de la Vie de la commune d’Apremont dans le département de la Vendée en région des Pays de la Loire. Ce bâtiment fait l’objet d’un classement au titre des monuments historiques depuis le 30 septembre 1975 et d'une inscription depuis le 2 décembre 1926.

## Description
Le domaine appartient à la commune qui le reçoit en legs dans les années 1960 de M. et Mme Georges Thébault. Le bâtiment actuel, qui relie les deux tours, abritait la mairie d'Apremont jusqu'en 2019.
Apremont dispose de l'un des premiers châteaux Renaissance de la Vendée, construit sur l'emplacement même sur lequel se trouvait jadis une forteresse médiévale du XIe siècle de plan polygonal, dont il nous reste aujourd'hui une partie des remparts, un châtelet d'entrée qui porte encore les traces de pont-levis, un souterrain-glacière, qui avait pour fonction de conserver les aliments.
Bâti entre 1534 et 1542, à la demande de Philippe Chabot de Brion, amiral de France et ami d'enfance de François Ier, il ne reste aujourd'hui de ce château Renaissance que les ruines qui montrent bien l'époque de transition pendant laquelle il a été construit, entre le Moyen Âge et la Renaissance. En effet l'on peut observer divers éléments caractéristiques de l'architecture du Moyen Âge : la forme et l'épaisseur des murs des deux tours (entre deux et trois mètres), la présence de plusieurs canonnières et meurtrières... En outre il est intéressant de remarquer qu'il y a également des éléments caractéristiques de la Renaissance, ou tout du moins du tout début de la Renaissance : façade du corps central organisée géométriquement, la présence de sculptures à caractère antique (frontons, chapiteaux ioniques, frises, colonnes, etc.), en bref un corps de logis « au goût du jour » pour l'époque.
Il est important d'ajouter que sous ce château, construit sur un bloc de schiste, a été taillé un passage dit « voûte cavalière », unique en France. Cette rampe cavalière, qui remontait 20 mètres, permettait de mettre en scène l'arrivée des visiteurs, les faisant passer véritablement de l'ombre à la lumière. Dans la chapelle, une exposition permanente a été installée : elle retrace l'histoire du château au travers d'un film et d'un théâtre optique ; une reproduction du Rouleau d'Apremont, parchemin qui témoigne de l'activité autour de la Vie au 16e siècle, y est également présentée. En 1622, Louis XIII y séjourne en rentrant de la bataille de Riez.
Le comte d’Olonne, Charles-Paul-Sigismond de Montmorency-Luxembourg, ordonna en 1733 la démolition de l'immeuble parce qu'il était devenu trop cher à entretenir. Les pierres ont été vendues aux constructeurs dans la région, dont une partie a servi pour la construction du pont de Pirmil à Nantes.
Le château est ouvert à la visite : la tour Est, la chapelle (qui accueille des expositions), la voûte cavalière (entrée principale au XVIe siècle) et le parc.

## Galerie

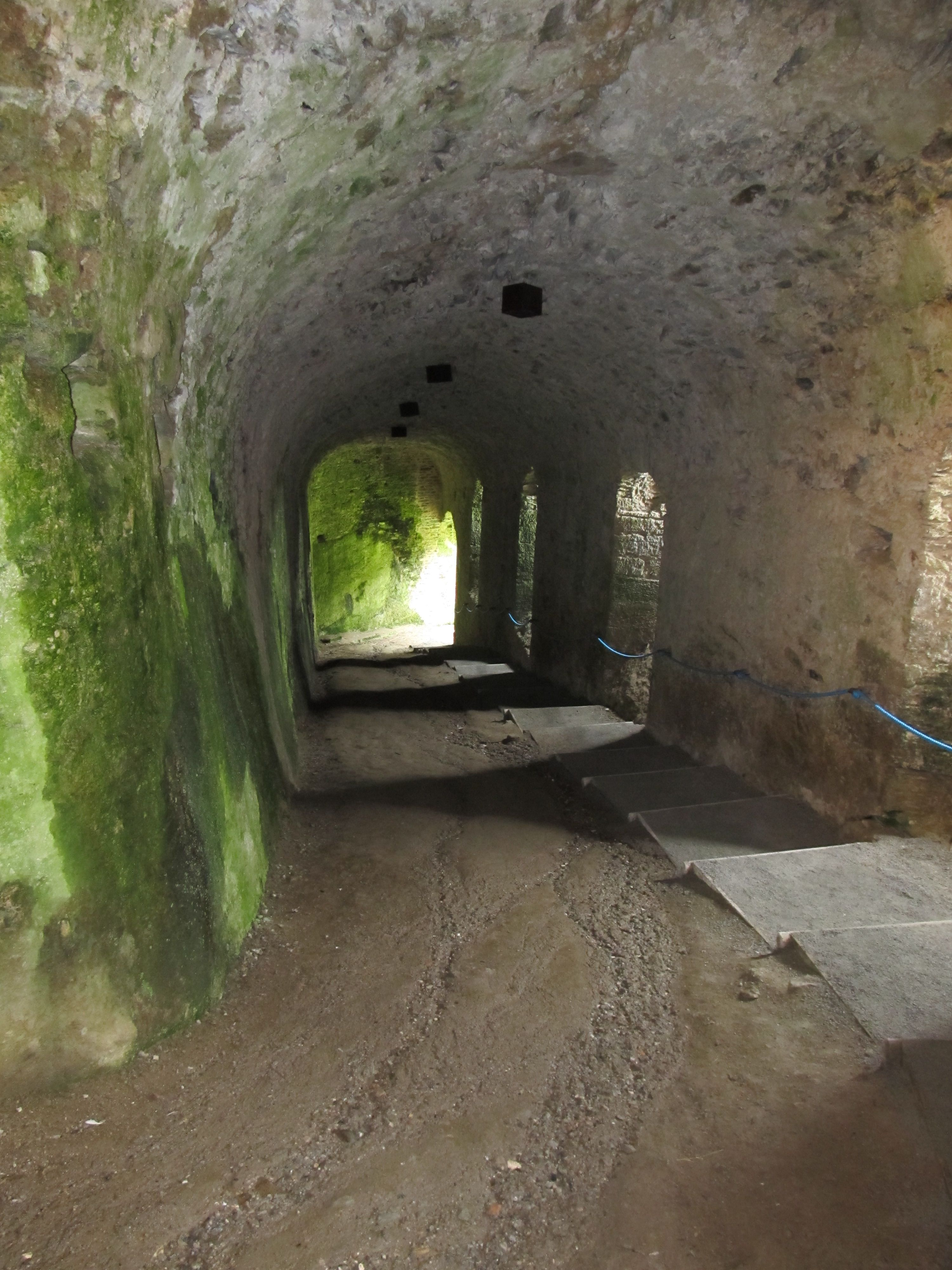
La voute cavalière.
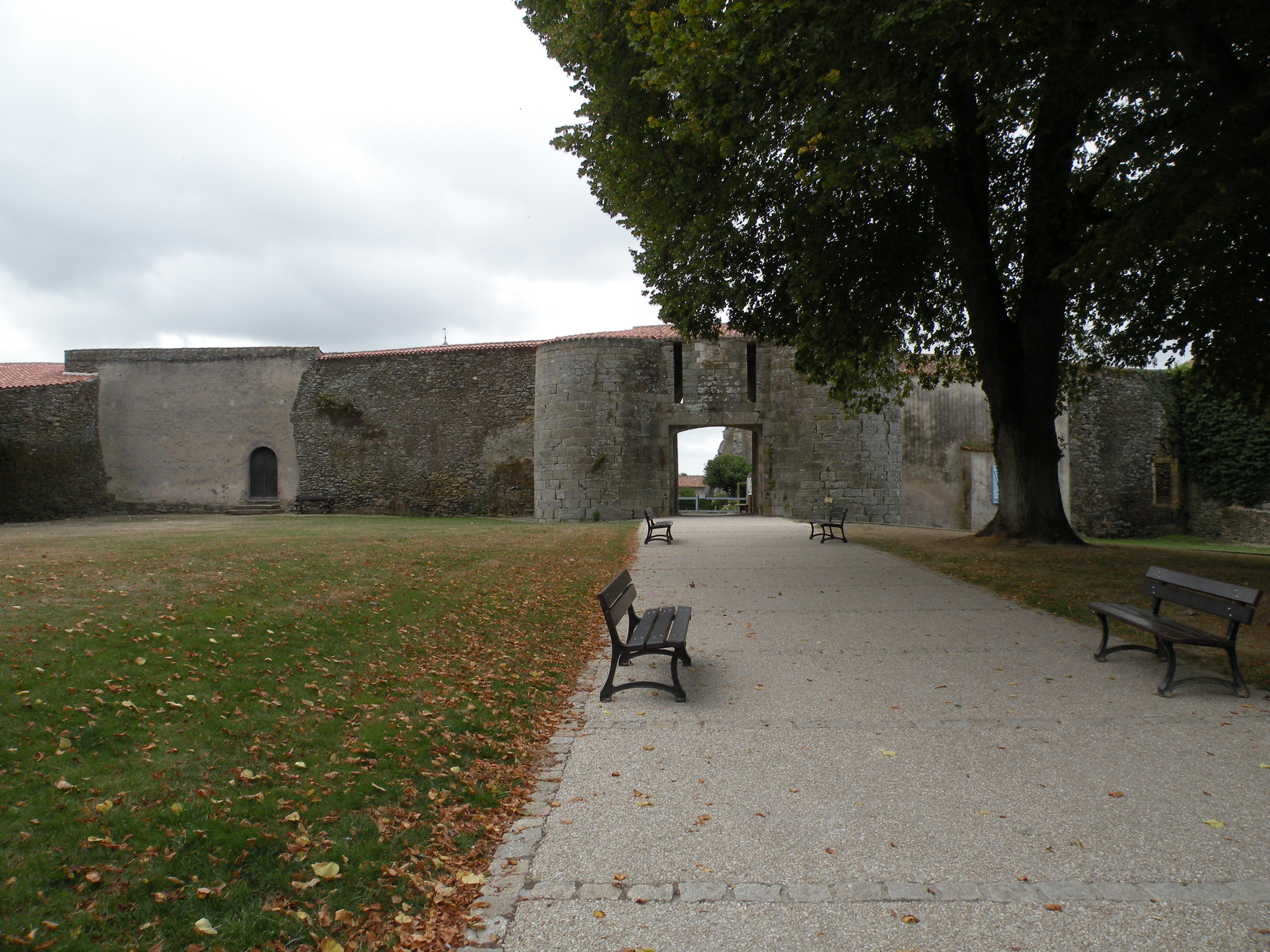
Les tours d'entrées.
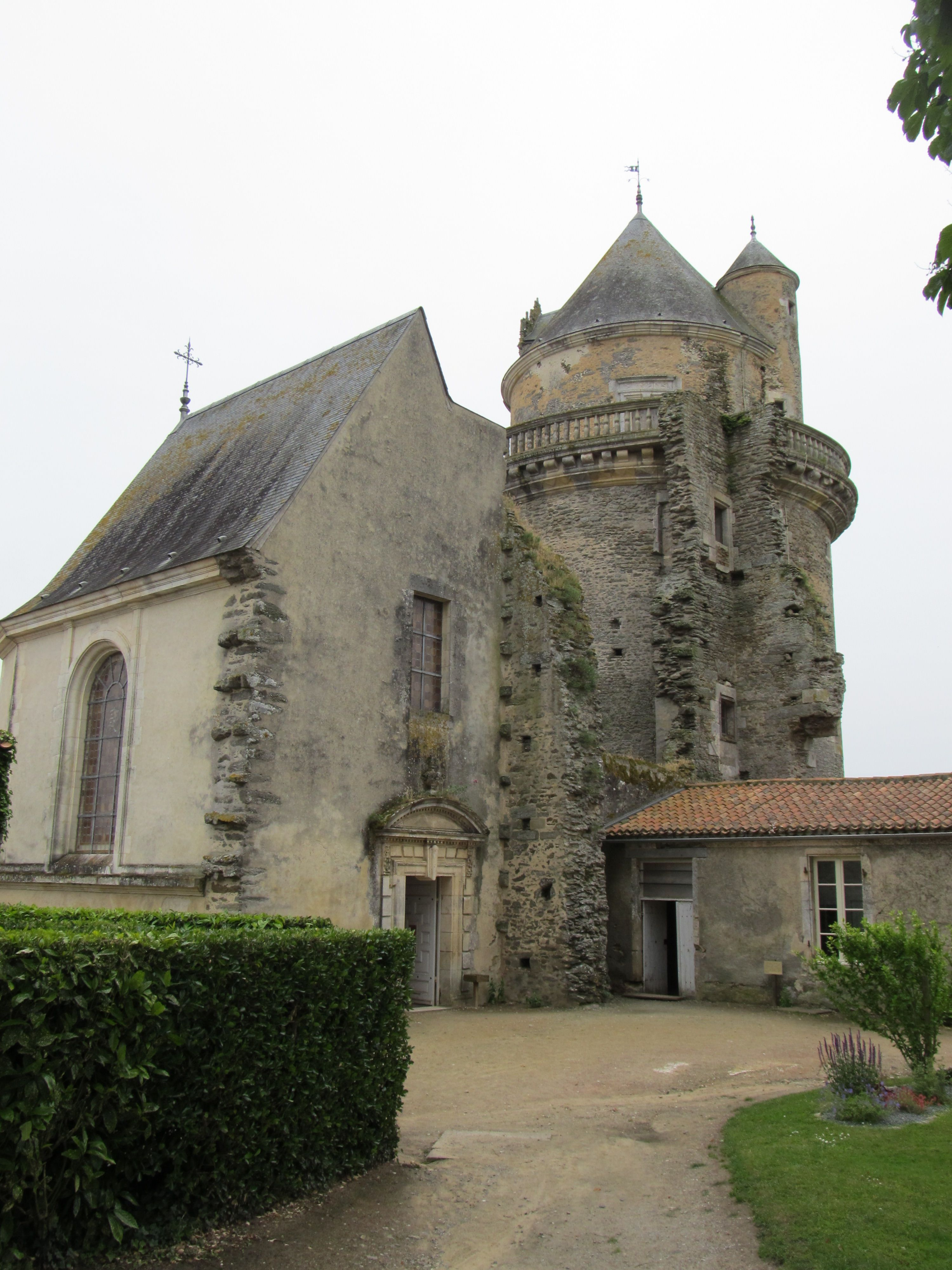
La chapelle et la tour Est.
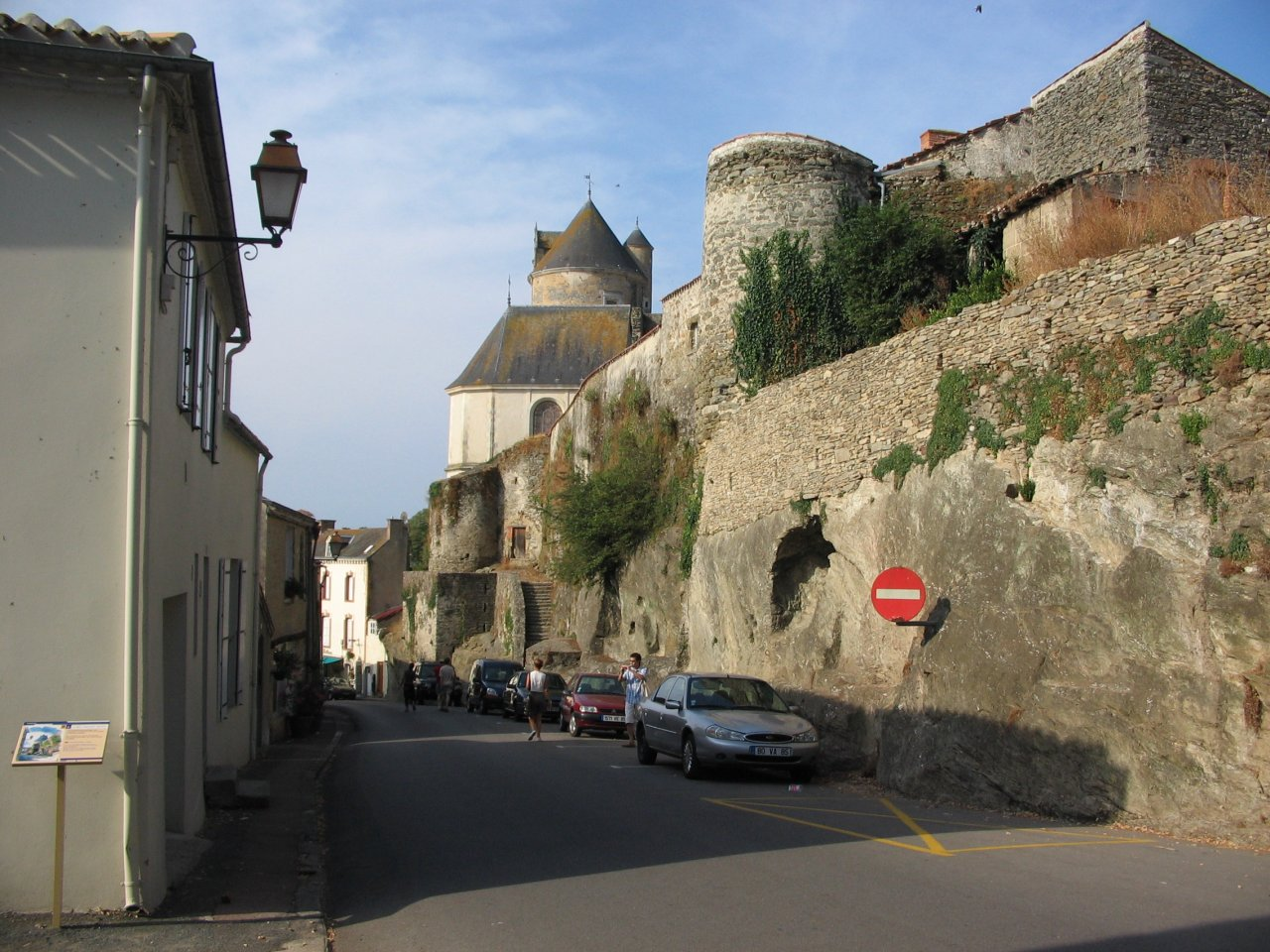
Les remparts.